# آسماری
آسماری نام روستایی است که در ۳۵ کیلومتری شهرستان هفتکل در استان خوزستان قرار دارد. جمعیت آسماری بالغ بر ۱۳۰۰ نفر است که شامل ۲۷۰ خانوار می‌شود